# Atarba (Ischnothrix) augusta
Atarba (Ischnothrix) augusta is een tweevleugelige uit de familie steltmuggen (Limoniidae). De soort komt voor in het Australaziatisch gebied.